# Kertai Csenger
Kertai Csenger (1995–) magyar költő, szerkesztő.

## Életpálya
Középiskolai tanulmányait a budapesti Piarista Gimnáziumban végezte 2015-ben. 2020-ban az Eötvös Loránd Tudományegyetem Bölcsészettudományi Kar magyar-esztétika szakos hallgatója. 
Publikációi 2015 óta jelennek meg, olyan folyóiratokban mint: Helikon, Kalligram, az Élet és irodalom, a Népszava, Székelyföld, Irodalmi Jelen, Szépirodalmi Figyelő, Pannontükör, Forrás és Apokrif.  
2019 óta az Új Forrás folyóirat munkatársa és szerkesztője, főleg a fiatal irodalom előtérbe helyezésének érdekében segédkezett a Forráspont rovat létrehozásában.
2020-ban részt vett az A38 Hajó Deck sorozatában, Makáry Sebestyénnel; 2021-ben pedig a Kőfeszten Háy Jánossal tartott olvasó-író találkozót. A brüsszeli Transpoesie irodalmi fesztiválon 2024-ben ő képviselte Magyarországot.    
2023-ban megjelent első kisregénye, a B. rövid élete.   

## Művei

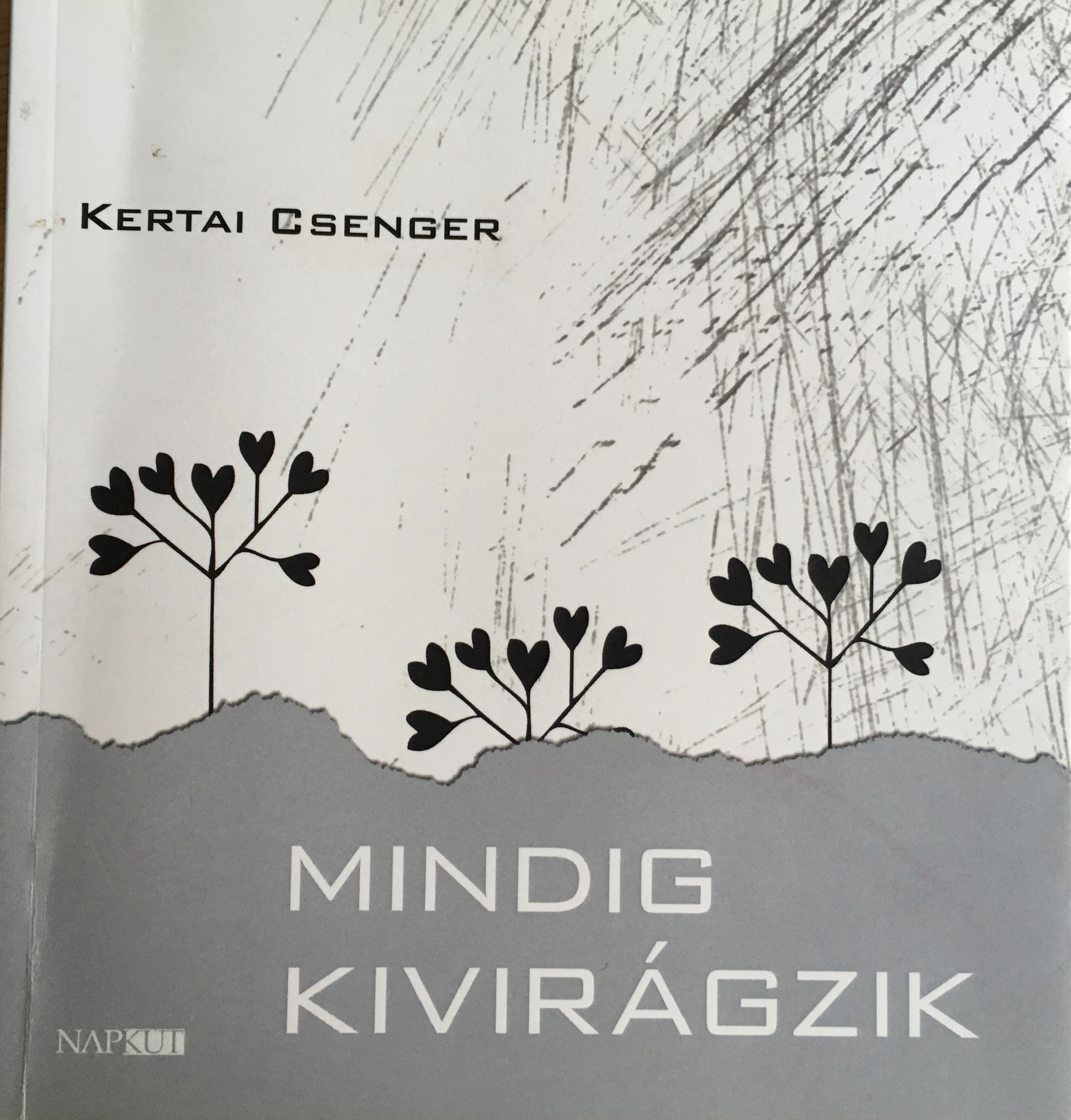

Első kötete 2019-ben jelent meg Mindig kivirágzik címmel a Napkút Kiadónál, amit Tolnai Ottó szavai fémjeleznek:

„Azért bizonytalankodom, hol anyagnak, hol verseknek nevezve küldeményed darabjait, mert egy pillanatban valóban nem tudtam, verseknek, daloknak, imáknak mondjam-e őket. Nem értettem, mi történt. Hogyan lehetséges, hogy legszemélyesebb kérdéseimre adott válaszként hatnak. Valami csodafélének tűnt az egész. Nem értettem, honnan, hogyan is lehetséges ilyen naiv, tiszta egyszerűség.”

– Tolnai Ottó

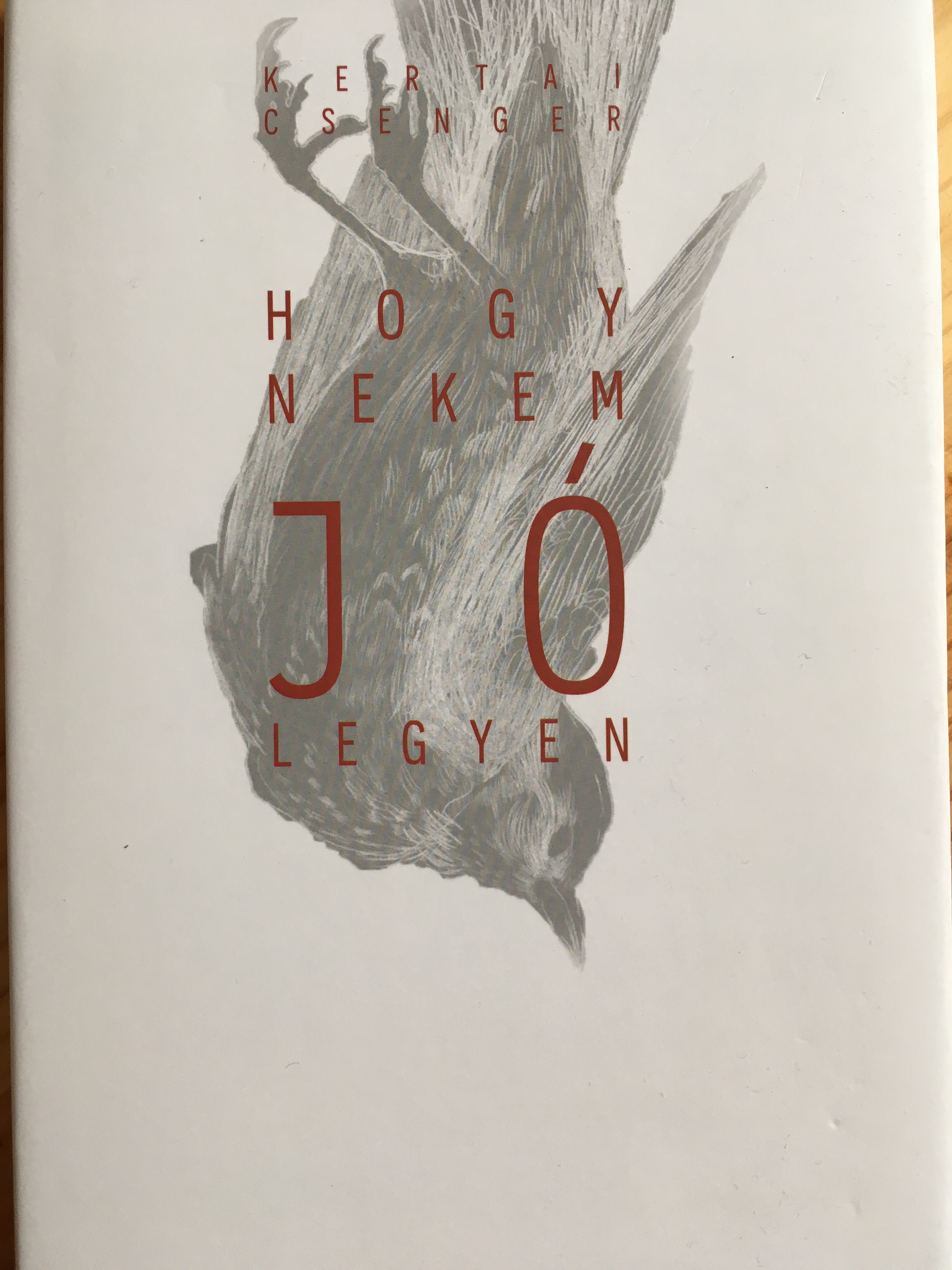

Második kötete Hogy nekem jó legyen címmel 2021-ben jelent meg a Napkút Kiadó gondozásában, fülszövegét Simon Márton írta.

„Kertai Csenger második kötetének versei ott kezdődnek el, ahol az angolparkok sétányai véget érnek, a rózsakertek mögött halomba rakott, felgyújtásra váró gesztusok körül. Az imákba forduló monológok és beszélgetésbe forduló imák tájékán, egy kibogozhatatlan csomó sötétjében. Ráadásul mintha a szemünkbe nézve is mindig valaki máshoz beszélnének ezek a versek, egy ismeretlenhez, aki épp a hátunk mögött áll. Nem figyelni rájuk mégis lehetetlenség.
Kertai Csenger versei beszámolók, vagy még inkább: finom részletekkel teli nagyképek és miniatűrök és panorámák, arról a részről, ahol kint és bent súlyos színekkel mosódik egybe. Mondatokba óvatosan elrejtett, nem felejthető pillanatok. Mellékesen szimpatikusan élőek. Mellékesen lenyűgözően gazdagok. Mellékesen újra és újra felmutatnak valami fontosat. 
Utazás ez a könyv, zarándoklat egy ismeretlen horizonthoz – minél többször olvassuk, annál jobban átírja a tájat. És közben csak figyelni lehet, csak csodálkozni tudunk. És ez mennyire jó.
Simon Márton”

Első kisregénye, a B. rövid élete 2023-ban jelent meg szintén a Napkút Kiadó égisze alatt. 